# Josef Václav Frič

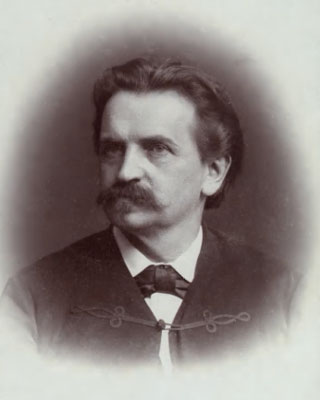
Josef Václav Frič

Josef Václav Frič (Pseudonym M. Brodský) (* 5. August 1829 in Prag; † 14. Oktober 1890 ebenda) war ein tschechischer Schriftsteller der Romantik, Journalist und Politiker.

## Biografie
Er war Sohn des Prager Anwalts und Patrioten Josef František Frič. Der Zoologe, Geologe und Paläontologe Antonín Frič und der Naturalienhändler Václav Frič waren seine Brüder. Schon beim Besuch des akademischen Gymnasiums in Prag entschied er sich, Dichter zu werden.
1848 wurde er zum Sprecher der radikalen Studentenbewegung Slávie gewählt und war nach Ausbruch des Prager Pfingstaufstand gemeinsam mit Johann Rittig einer der Führer der Studenten, die auf den Barrikaden kämpften. Nach der Niederschlagung des Aufstands im Jahr 1848 verließ der Führer der studentischen Bewegung Prag und wechselte in die Slowakei. Hier beteiligte er sich am Aufstand gegen die Ungarn.
Nach seiner Rückkehr nach Prag gründete er mit seinen Kampfgenossen den Verein Böhmisch-Mährische Bruderschaft (Českomoravské bratrstvo). Er wurde im gleichen Jahr inhaftiert und am 10. Mai 1851 wegen Landesverrat zu achtzehn Jahren Gefängnis verurteilt. Die Strafe musste er in der ungarischen Stadt Komárom, heute Komárno, Slowakei, verbüßen. Während seiner Haftzeit dort verfasste er einige seiner Werke. Im April 1854 wurde er begnadigt. Nach seiner Rückkehr versuchte er vergeblich, eine Zeitschrift herauszugeben.
1858 wurde er wegen „Unverbesserlichkeit“ wieder inhaftiert und ein Jahr später unter der Bedingung entlassen, umgehend auszuwandern. Er ging nach London, siedelte aber im gleichen Jahr nach Paris und später nach Berlin um. Aus dem Ausland führte er weiter unerbittlich Kampf gegen die österreichische Monarchie.
Die Wertvorstellungen Fričs waren unrealistisch. Die Aussichtslosigkeit seines Tuns, Müdigkeit, Entbehrung und die Sehnsucht nach seiner Heimat zwangen ihm dazu, seinen Kampf aufzugeben. In den siebziger Jahren lebte er in Budapest und Zagreb. Die Rückkehr in die Heimat wurde ihm erst 1880 genehmigt.
Nach seiner Rückkehr fand er eine neue Welt vor, die er nicht verstand. Er fand eine Generation mit neuen Wertvorstellungen, anderen Sehnsüchten. Er widmete sich daraufhin nur noch der Literatur und schrieb für Jugendzeitschriften. Politisch trat er ganz zurück.

## Werke
J. V. Frič schrieb für viele Zeitungen und Zeitschriften. Seine Gedichte Písně z bašty (Lieder aus der Bastei), eine Sammlung romantischer Poesie, wurde erst nach seinem Tod veröffentlicht. Weiter schrieb er Dramen über Persönlichkeiten der Geschichte (Wenzel IV., Svatopluk und Rostislav, Hynek z Poděbrad).
1855 gab er den Almanach Lada-Nióla heraus, in denen vor allem junge Autoren ihr Gedankengut publik machen konnten. Er gehörte ebenfalls der Gruppe Májovci an und arbeitete mit ihnen gemeinsam an der Herausgabe des Almanach Máj.